# Гимза, Густав
Гу́став Ги́мза (нем. Gustav Giemsa, 20 ноября 1867, Медар-Блеххаммер — 10 июня 1948, Бибервир) — немецкий химик и бактериолог. Известен созданием раствора, используемого при окраске по Романовскому — Гимзе.
Гимза изучал фармакологию и минералогию в Лейпцигском университете в 1892-1894 годах, химию и бактериологию в Берлинском университете. В период с 1895 по 1898 год он работал фармацевтом в Германской Восточной Африке. Работал ассистентом Бернхарда Нохта в Институте морских и тропических болезней (ныне Институт тропической медицины имени Бернхарда Нохта) в Гамбурге, где в 1900 году занял пост заведующего кафедрой химии (который занимал до 1933 года). В 1914 году Гимзе было присуждено звание профессора, а с 1919 года он стал читать курс химиотерапии в Гамбургском университете.
В 1904 году опубликовал статью, в которой предложил усовершенствование метода Романовского для окрашивания жгутиконосцев, клеток крови и бактерий путём стабилизации раствора красителя глицерином.
Вклад Гимзы в науку представлен, прежде всего, работами по тропической гигиене и медицине, а также по фармакологии (разработка ряда новых лекарств, изучение свойств производных хинина, соединений мышьяка и висмута). Вместе с Манфредом Эестерлином и Бруно Пютцером Гимза занимался разработкой новых лекарств против малярии - алкалоидов хининового ряда. Он разрабатывал методы дератизации судов.
После прихода Гитлера к власти Гимза  в мае  1933 года становится членом НСДАП. 11 ноября 1933 года он был на праздничной церемонии „Mit Adolf Hitler für des deutschen Volkes Ehre, Freiheit und Recht!“ и с другими профессорами и преподавателями немецких высших учебных заведений подписал благодарственное письмо к Адольфу Гитлеру..
В 1939 году в соавторстве с Эрнстом Науком опубликовал книгу-отчёт о путешествии в Эспириту-Санту «Научная экспедиция в Эспириту-Санту: народно-биологические исследования населения немецкого происхождения в Центральной Бразилии по проблеме акклиматизации» (нем. Eine Studienreise nach Espirito Santo: Volksbiologische Untersuchungen einer deutschstämmigen Bevölkerung in Mittelbrasilien als Beitrag zum Akklimatisationsproblem).
Густав Гимза был известен как отзывчивый и общительный человек. В честь Гимзы названа улица в Бибервире, где он провёл свои последние годы.